# Distretto di Serere
Il distretto di Serere è un distretto dell'Uganda, situato nella Regione orientale.